# Neodythemis fitzgeraldi
Neodythemis fitzgeraldi är en trollsländeart som beskrevs av Elliot C.G. Pinhey 1961. Neodythemis fitzgeraldi ingår i släktet Neodythemis och familjen segeltrollsländor. IUCN kategoriserar arten globalt som otillräckligt studerad. Inga underarter finns listade i Catalogue of Life.